# Capital Inicial
Capital Inicial é uma banda brasileira de rock formada em 1982 na cidade de Brasília. Sua formação atual consiste nos músicos Dinho Ouro Preto (vocal), Fê Lemos (bateria), Flávio Lemos (baixo) e Yves Passarell (guitarra), além de Nei Medeiros (teclados) e Fabiano Carelli (guitarra), músicos de apoio. Originalmente contavam com Loro Jones (guitarra), mas este saiu em 2002 reclamado de excesso de trabalho, sendo então substituído pelo músico Yves Passarell, ex-integrante da Viper.

## História

### Início
Em 1978, Fê Lemos voltou de uma estadia na Inglaterra para Brasília, onde seu pai dava aulas na Universidade de Brasília (UnB). Ele integrou um grupo de jovens fãs de punk rock do conjunto de quatro prédios, conhecido como “Turma da Colina”, que incluía Renato Russo.
Juntamente com Renato e o sul-africano André Pretorius, fundaram a banda Aborto Elétrico, com Renato no baixo, André na guitarra e Fê na bateria. A banda inicialmente não possuía vocalista. Pretorius teve de voltar para a África do Sul para cumprir o serviço militar, então Renato se tornou guitarrista e cantor, enquanto que o irmão de Fê, Flávio Lemos, assumiu o baixo. A banda logo se tornou uma das mais populares de Brasília, e um dos seus maiores fãs era Dinho Ouro Preto, um velho amigo de Renato que comparecia a todos os shows.

### Surgimento da banda (1983-1985)
Em 1983, Fê e Renato se desentenderam, causando a saída do cantor e a extinção do Aborto Elétrico. Os irmãos Lemos chamaram o ex-guitarrista da Blitx 64, Loro Jones, e uma cantora, Heloísa (Heloísa Helena Ustárroz Teixeira), para formar outra banda, o Capital Inicial. Depois de um mês tocando em um teatro da Associação Brasiliense de Odontologia com a Plebe Rude e a nova banda de Renato, a Legião Urbana, por pressão dos pais Heloísa sai da banda. Os Lemos fazem uma audição para um novo cantor, e Dinho Ouro Preto assumiu o cargo. Dinho insistiu para que a banda incluísse canções do Aborto no repertório, e mais tarde chamou Renato para concluir a letra de "Música Urbana", que se tornaria um dos primeiros sucessos do Capital. Dinho e Jones haviam antes tocado juntos na banda Dado e o Reino Animal, que incluía os futuros membros da Legião Dado Villa-Lobos e Marcelo Bonfá. Três meses depois, em julho de 1983, estreiam com um show na Unb, tocando em seguida em São Paulo (SESC Pompeia) e no Rio de Janeiro (Circo Voador).
A banda segue em constantes viagens e apresentações nos principais palcos do underground do rock brasileiro. Em 1984, o ritmo cada vez maior de viagens indica a necessidade de estarem mais próximos do seu principal mercado, as regiões Sudeste e Sul. No final do ano assinam seu primeiro contrato fonográfico, com a CBS (atual Sony), e se mudam para São Paulo no início de 1985. Logo em seguida lançam seu primeiro registro em vinil, o compacto duplo Descendo o Rio Nilo/Leve Desespero. Ainda neste ano integram o elenco da trilha sonora do primeiro "filme-rock" brasileiro, Areias Escaldantes, de Francisco de Paula, ao lado de Ultraje a Rigor, Titãs, Lobão e os Ronaldos, Ira!, Metrô, Lulu Santos e May East.

### Primeiros discos
O primeiro LP, Capital Inicial, já pela Polygram, foi lançado em 1986 e recebeu ótimas críticas. "Um rock limpo, vigoroso, dançante e sobretudo competente, a quilômetros de distância da mesmice que assaltou a música pop brasileira nos últimos tempos", assim o jornalista Mário Nery abre a crítica ao disco na Folha de S.Paulo. O álbum trazia faixas como "Música Urbana", "Psicopata", "Fátima", "Veraneio Vascaína", "Leve Desespero" entre outras. Em 1987, contando com o tecladista Bozzo Barretti em sua formação, o Capital Inicial lança seu segundo disco, Independência, emplacando "Prova", "Independência" e a regravação de "Descendo o Rio Nilo".
Nesse ano, é convidado para abrir os shows da turnê do cantor inglês Sting em São Paulo (estacionamento do Anhembi), Rio de Janeiro no Maracanã, Belo Horizonte no Estádio Independência, Brasília no Estádio Mané Garrincha e Porto Alegre no Estádio Olímpico Monumental. Você não Precisa Entender chega as lojas de todo o país em 1988, com "A Portas Fechadas", "Pedra Na Mão" e "Fogo". O ano de 1989 marca o lançamento do álbum Todos os Lados, com as faixas "Todos os Lados", "Mickey Mouse em Moscou" e "Belos e Malditos". Em 1990 participam do festival Hollywood Rock, realizado em São Paulo e no Rio de Janeiro. O álbum Eletricidade, lançado em 1991, marca o início de mudanças no Capital Inicial, começando pela gravadora. O álbum, lançado pela BMG, trazia uma versão para "The Passenger", de Iggy Pop, batizada de "O Passageiro", e composições como "Cai a Noite", "Kamikaze" e "Todas as Noites". Neste mesmo ano, participam da segunda edição do festival Rock in Rio. O clipe "O Passageiro", foi todo gravado utilizando uma câmera PXL-2000 que armazenava imagens em preto e branco em uma fita cassete de áudio.

### Divergências
Em 1992, Bozzo Barretti deixa o grupo, e em 1993, divergências musicais e pessoais levam o vocalista Dinho Ouro Preto a seguir carreira solo. Enquanto isso, o Capital Inicial, agora com o santista Murilo Lima (ex-banda Rúcula) nos vocais, lança Rua 47 em 1995.
Em 1996 a banda lança Capital Inicial Ao Vivo, o primeiro pela Qualé Cumpadi Records, gravadora independente que a banda monta, e o segundo pela Rede Brasil Discos, atual Alpha Discos.

### A volta da formação original
Em março de 1998 em São Paulo, após o lançamento, pela Polygram, do álbum O Melhor do Capital Inicial, os quatro integrantes originais decidem voltar aos palcos. Dinho Ouro Preto, Fê Lemos, Flávio Lemos e Loro Jones voltam à estrada com um novo show, uma comemoração aos 15 anos da banda e aos 20 anos do nascimento do rock candango. O repertório traz sucessos, faixas pouco conhecidas e composições de bandas que fizeram parte da cena de Brasília nos anos 80, como Plebe Rude e Legião Urbana.
Em julho do mesmo ano a banda assina com a gravadora Abril Music, e em setembro ruma para Nashville no Tennessee, EUA, onde gravam Atrás dos Olhos. Este disco é produzido por David Zá, que entre outros trabalhou com artistas como Prince, Billy Idol e Fine Young Cannibals. Este mesmo ano de 1998 assiste ainda ao lançamento de mais duas coletâneas pela Universal (ex-PolyGram): um álbum da série Millennium, com vinte músicas pinçadas dos quatro primeiros discos, e um álbum de canções do grupo remixadas por produtores e DJs famosos do Brasil.
O ano de 1999 é dedicado à turnê brasileira. Surge a ideia de fazer um disco ao vivo, juntando novos e antigos sucessos. Rapidamente esta ideia se transforma no projeto de um disco acústico, em parceria com a MTV Brasil. O ano seguinte começa com a gravação do especial Acústico MTV: Capital Inicial, no dia 21 de março com a participação de Kiko Zambianchi. Lançado em 26 de maio do mesmo ano, o álbum é o segundo ao vivo e o primeiro DVD da carreira da banda e foi um grande sucesso comercial (3× disco de platina pela ABPD), marcando o ressurgimento da banda.
Em 2001, ainda com a turnê de seu Acústico MTV, a banda fez um aclamado show no Rock in Rio, com uma plateia de 250 mil pessoas.
Em 2002, Loro Jones deixa o grupo, reclamando do excesso de tempo trabalhando, com mais de 150 shows na década recém-iniciadas, e o agravante do fato de que ao contrário dos companheiros de banda Jones ainda residia em Brasília, levando-o a constantes deslocamentos para São Paulo. Yves Passarell, da banda Viper, assumiu o posto. Em novembro de 2002, a Folha de S.Paulo publicou que o Skank e o Capital Inicial tinha os maiores cachês do Brasil na categoria pop rock, cobrando R$ 60 mil cada por show.
Em 2005, é lançado o décimo álbum de estúdio e o segundo DVD do grupo, MTV Especial: Capital Inicial - Aborto Elétrico, um álbum de tributo à lendária banda Aborto Elétrico, precursora do punk rock de Brasília e que gerou o Capital e a Legião Urbana. Sua versão em DVD mistura um documentário onde os integrantes contam a história do Aborto Elétrico, com todas as músicas do álbum intercaladas entre as entrevistas.
O álbum Eu Nunca Disse Adeus é lançado em 2007, com o primeiro single homônimo "Eu Nunca Disse Adeus".
Em 2008, é lançado o terceiro álbum ao vivo e o terceiro DVD da carreira da banda, Multishow ao Vivo: Capital Inicial, em comemoração aos seus 25 anos da carreira. O DVD foi gravado na Esplanada dos Ministérios, em Brasília, no dia 21 de abril daquele ano, aniversário de 48 anos da cidade e que contou com mais de 1 milhão de pessoas na plateia. Participaram do show os músicos convidados Robledo Silva e Fabiano Carelli. O primeiro single de trabalho do álbum foi "Algum Dia", e a segunda "Dançando com a Lua".
No dia 31 de outubro de 2009, a banda estava fazendo um show em Patos de Minas, Minas Gerais, quando Dinho Ouro Preto teve uma queda de três metros de altura do palco. Dinho sofreu traumatismo craniano leve e uma fratura na costela; e após cinco dias de internação, o cantor voltou para a UTI por causa de uma infecção. No dia 30 de novembro, Dinho saiu do hospital, depois de quase um mês internado. Após deixar o hospital Dinho e os integrantes da banda entraram em estúdio para a gravação do décimo quinto álbum do grupo Das Kapital. O disco traz algumas canções que contam um pouco do drama vivido por Dinho. Lançado no dia 2 de junho de 2010, o primeiro single do álbum foi "Depois da Meia Noite", liberado para as rádios de todo Brasil, e depois "Como se Sente", "Vivendo e Aprendendo" e "Vamos Comemorar" a pedido dos fãs. Segundo Dinho, Das Kapital marca o início de uma terceira fase do Capital, depois da inicial e do retorno, "dos discos mais com a nossa cara, com o tipo de som que a gente gosta".
Em 24 de setembro de 2011, a banda se apresentou no Rock in Rio IV, cujo show se tornou o quarto álbum ao vivo e o quarto DVD da carreira da banda no ano seguinte, em parceria com a MZA Music e Artplan Comunicação.
No dia 10 de dezembro de 2012, é lançado o álbum Saturno, produzido por David Corcos e que contém 13 faixas, incluindo os singles "O Lado Escuro da Lua" e "Saquear Brasília". No ano seguinte, foram confirmados no Rock in Rio V, no dia 14 de setembro, mesmo dia da banda Muse.
Em 2015, a banda resolveu gravar um segundo álbum acústico na cidade de Nova Iorque, nos Estados Unidos. Acústico NYC é o quinto álbum ao vivo e o quinto DVD da carreira da banda e dá sequência ao Acústico MTV: Capital Inicial e teve em seu repertório canções gravadas após o primeiro acústico, além de três composições inéditas, uma canção dos anos 80, "Belos e Malditos", e covers de Legião Urbana e Charlie Brown Jr.. Falando em Charlie Brown Jr., o guitarrista Thiago Castanho é um dos músicos convidados que participam de todo o álbum. Lenine e Seu Jorge fizeram participações especiais, e os violões também tiveram as adições do produtor Liminha.
Em 15 de abril de 2016, em um show em Manaus, Dinho comentou a participação do músico Lenine no disco.
"Quando convidamos o Lenine, pensamos que ele fosse querer tocar nossas músicas mais complicadas. Mas foi exatamente o contrário, logo no nosso primeiro encontro ele pediu para cantar algumas das nossas canções mais populares", revelou Dinho, referindo-se a "Não olhe para trás" e "Tempo perdido", da Legião Urbana.
Em 2017, em plena turnê do álbum Acústico NYC, a banda preparou um show elétrico com set-list passando por todas as fases das três décadas de carreira, investiu em pirotecnia e arte visual nos telões, se apresentando na 7ª edição do Rock in Rio VII. A apresentação foi eleita o melhor show nacional do Rock in Rio VII.
Em 25 de maio de 2018, a banda lançou em todas rádios do país, o single "Não Me Olhe Assim", primeiro single de trabalho do álbum Sonora, produzido por Lucas Silveira, vocalista e guitarrista da banda Fresno. Em junho do mesmo ano, a banda deu início à nova turnê, começando pelo Rio de Janeiro.
Em 30 de março de 2022, a banda gravou o sexto álbum ao vivo e o sexto DVD da carreira, Capital Inicial 4.0, em comemoração aos 40 anos de carreira. Com uma plateia recheada de fãs de todo o Brasil e participações especiais, o espetáculo aconteceu na Cidade das Artes, no Rio de Janeiro e contou com muita emoção e momentos marcantes. O show contou com as participações especiais de Ana Gabriela, Carlinhos Brown, Pitty, Samuel Rosa e Vitor Kley.
Em 9 de dezembro de 2023, a banda encerrou o ano com uma apresentação no evento Prime Rock Brasil em Curitiba. O eventou contou com a participação não somente de Capital Inicial, mas também bandas como Jota Quest, Titãs, Blitz, entre outros.

## Integrantes
| Formação atual - Dinho Ouro Preto – vocais, violão, guitarra rítmica (1982–1993, 1997–presente) - Fê Lemos – bateria (1982–presente) - Flávio Lemos – baixo (1982–presente) - Yves Passarell – guitarra solo, violão, vocal de apoio (2002–presente) | Músicos de apoio - Nei Medeiros – teclados, violão, vocal de apoio (2023–presente) - Fabiano Carelli – guitarra, violão, vocal de apoio (2005–presente) | Ex-integrantes - Loro Jones – guitarra (1982–2002) - Bozo Barretti – teclados, vocal de apoio (1987–1992) - Murilo Lima – voz (1993–1997) - Robledo Silva (músico de apoio) – teclados, violão, vocais de apoio (2004–2023) |

## Discografia

#### Álbuns de estúdio
- (1986) Capital Inicial
- (1987) Independência
- (1988) Você Não Precisa Entender
- (1989) Todos os Lados
- (1991) Eletricidade
- (1995) Rua 47
- (1998) Atrás dos Olhos
- (2002) Rosas e Vinho Tinto
- (2004) Gigante!
- (2005) MTV Especial: Aborto Elétrico
- (2007) Eu Nunca Disse Adeus
- (2010) Das Kapital
- (2012) Saturno
- (2018) Sonora